# Jouy-en-Josas
Jouy-en-Josas là một xã trong vùng hành chính Île-de-France, thuộc tỉnh Yvelines, quận Versailles, tổng Versailles-Sud. Tọa độ địa lý của xã là 48° 46' vĩ độ bắc, 02° 10' kinh độ đông. Jouy-en-Josas nằm trên độ cao trung bình là 90 mét trên mực nước biển, có điểm thấp nhất là 77 mét và điểm cao nhất là 179 mét. Xã có diện tích 10,14 km², dân số vào thời điểm 1999 là 7946 người; mật độ dân số là 784 người/km².